# Trust Bank Building
Trust Bank Building es un rascacielos situado en Johannesburgo, Sudáfrica. Tiene 140 metros de alto, se terminó en 1970 con 31 pisos, el edificio es el más moderno de la ciudad de Johannesburgo.